# Palmaria palmata
Palmaria palmata,  è un'alga rossa della famiglia delle Palmariaceae, nota tra gli anglosassoni con il nome di dulse [ˈdʌls].

## Descrizione
Palmaria palmata è un'alga rossa della famiglia delle Palmariaceae, nota tra gli anglosassoni con il nome di Dulse e in Giappone come Darusu.
Cresce a ciuffi e in modo abbondante nell'acqua bassa lungo le coste rocciose, dove le acque sono mosse.
Le alghe sono piccole ed hanno talli alti da 15 a 30 cm e fronde piatte, lisce e morbide, che si aprono come le dita di una mano.  Il raccolto avviene tra maggio e ottobre a mano durante la bassa marea,  vengono poi fatte seccare al sole e al vento, selezionate ed impacchettate per la vendita.

## Distribuzione
Il suo areale comprende le coste settentrionali degli oceani Atlantico (soprattutto sulle coste del Finistère in Bretagna, dell'Irlanda, della Scozia e della Scandinavia), nel Pacifico (Giappone), nella baia di Fundy e tra il New Brunswick e Maine.

## Storia
Tra le alghe originarie dell'Atlantico del Nord, la Palmaria palmata è la più conosciuta ed apprezzata ed è stata consumata per molti anni dalla popolazione dell'Europa nord-occidentale. Il suo nome è dulse o dillisk in inglese e creathnach in gaelico irlandese. Si narra che gli antichi guerrieri celtici e nordici masticassero l'alga durante le marce e che i monaci di San Columba la raccogliessero per dare nutrimento ai poveri circa 1400 anni fa.

Anche le popolazioni dell'Islanda (dov'è nota come söl) e dell'Alaska hanno incluso l'alga nella loro alimentazione per molti secoli. Nel XVII secolo era usata dai marinai inglesi come una sorta di tabacco da masticare e si era notato che questa contribuiva a diminuire l'incidenza dello scorbuto frequente negli uomini di mare britannici meno colpiti rispetto ad altri di nazionalità diverse. Nel XVIII secolo gli immigranti scozzesi ed irlandesi resero popolare l'alga nelle zone lungo le coste del Canada e della Nuova Inghilterra e fino alla fine del XIX secolo si commerciava la Palmaria nelle strade lungo i porti di entrambe le rive dell'Atlantico ma, come per quasi tutte le alghe in Occidente, il suo uso è caduto in declino, anche se 
di recente con l'affermarsi di una tendenza verso un'alimentazione vegetariana o vegana le industrie di raccolta locali hanno dato un nuovo impulso al suo commercio.

## Usi
È un'alga morbida e dal particolarissimo gusto “piccante” unico nel suo genere. Si usa per preparare una serie di zuppe e di ottimi condimenti; fatta cuocere brevemente, si combina bene con le cipolle e costituisce un accompagnamento gustoso per piatti a base di avena e di cereali cotti. Dopo un breve ammollo si può aggiungere a diversi tipi di insalate, dando così una nota di colore e nel contempo un apporto importante di sostanze nutritive. L'alga dulse può essere gustata cruda ma sostiene bene anche le medie cotture. La sua foglia abbastanza consistente, ma tenerissima, rende l'alga particolarmente versatile e adatta a mille occasioni da sperimentare in innumerevoli ricette.
L'alga dulse può contenere delle conchigliette e quindi necessita di un'accurata pulizia prima dell'uso.

## Proprietà nutrizionali
La Palmaria palmata (dulse) è un'alga che presenta un ideale equilibrio di nutrienti, tra cui la vitamina C, l'amminoacido lisina, ferro, potassio, magnesio, fosforo, iodio. Palmaria palmata può essere considerata un'alga “digestiva” se assunta dopo i pasti. La particolare combinazione di vitamine, sali minerali e amminoacidi la rende uno strumento ideale contro lo stress. 
Dopo l'alga Porphyra umbilicalis (nori) è quella col contenuto proteico più alto. Per il suo elevato contenuto salino può essere considerato un efficace e ottimo "integratore" naturale da assumere dopo l'attività sportiva per il riequilibrio idro-salino.

## Principali elementi attivi
- Vitamina C - Esercita una benefica influenza sui processi di trofismo (nutrizione) di ogni organo e tessuto ed in particolare delle pareti dei vasi sanguigni ove agisce come fattorre antiemorragico. Interviene nella formazione dell'emoglobina, promuove i processi ossidoriduttivi dei tessuti, combattendo l'azione distruttiva dei radicali liberi. Disciplina il ricambio del ferro e del calcio. Agisce come fattore antistress, permettendo all'organismo di adattarsi più facilmente alle variazioni delle condizioni ambientali esterne (freddo, sforzi muscolari, ecc.) conferisce maggiore resistenza alle malattie infettive, prevenendole e facilitandone la cura. È stimolante della sintesi del collagene connettivo e protettore delle mucose, funge da cicatrizzante nelle ulcere gastriche, duodenali, ferite da interventi chirurgici, fratture (favorisce la formazione del callo osseo).
- Lisina - È un amminoacido essenziale scarsamente presente nelle forme vegetali. È utilizzata per favorire le funzioni gastriche e digestive. In associazione con la vitamina C è in grado di limitare la proliferazione del virus Herpes simplex.

100gr di alga contengono: 18%di proteine; 
potassio 7310 mg(208% QGR); Calcio 560 mg (116%QGR); Magnesio 610 mg 
(203% QGR); Fosforo 235 mg (54% QGR); FERRO 50 mg (357%QGR); Provitamina 
B12 0,9 mg (90%QGR); Vitamina C 34,5 mg (57,5%QGR)